# ألان جيرسون
ألان جيرسون (بالإنجليزية: Alan Gerson)‏ هو سياسي أمريكي، ولد في 1 نوفمبر 1957. حزبياً، نشط في الحزب الديمقراطي.